# Beschermd stadsgezicht Groningen - Oosterpoort Oost
Gezicht Groningen - Oosterpoort Oost is een van rijkswege beschermd stadsgezicht in Groningen in de Nederlandse provincie Groningen. De procedure voor aanwijzing werd gestart op 13 oktober 1998. Het gebied werd op 9 mei 2000 definitief aangewezen. Het beschermd gezicht beslaat een oppervlakte van 5,2 hectare.
Panden die binnen een beschermd gezicht vallen krijgen niet automatisch de status van beschermd monument. Wel zal de gemeente het bestemmingsplan aanpassen om nieuwe ontwikkelingen in het gebied te reguleren. De gezichtsbescherming richt zich op de stedenbouwkundige en cultuurhistorische waardering van een gebied en wil het toekomstig functioneren daarvan veiligstellen.